# Пенс, Карен
Карен Сью Пенс (англ. Karen Sue Pence урожденная Баттен, ранее Уитакер; род. 1 января 1957 года) — американская школьная учительница, художница, была второй леди США с 2017 по 2021 год. Замужем за 48-м вице-президентом США Майком Пенсом, была первой леди Индианы с 14 января 2013 года по 9 января 2017 года.

## Ранние годы и образование
Пенс родилась под именем Карен Сью Баттен на базе ВВС МакКоннелл в Канзасе 1 января 1957 года в семье Лилиан (урожденная Хакер; 1931—2004) и Джона М. Баттена (1931 / 1932—1988), сотрудника United Airlines. Родители развелись, когда Карен была маленькой, а затем её мать вышла замуж за Бернарда Барсио в 1967 году Карен выросла в районе Брод-Рипл-Виллидж в Индианаполисе, где окончила среднюю школу епископа Чатарда. Пенс поступила в близлежащий университет Батлера, где училась на преподавателя и углубленно изучала искусство. Закончив его, она получила степень бакалавра (BS) и магистра (MS) в области начального образования.

## Карьера
Пенс преподавал в начальной школе Джона Стрэнджа, начальной школе Актона, начальной школе Фолл-Крик и школе Орчард в Индианаполисе.
После рождения первого ребёнка Пенс стала посещать занятия по акварельной живописи. Благодаря им она занялась написанием картин домов и исторических зданий. Карен создавала до тридцати пяти картин в год, некоторые из которых были на заказ, а другие продавались на местных художественных ярмарках.
Пока Майк Пенс был в Конгрессе, Карен двенадцать лет работала в Христианской школе Эммануэля, частной христианской школе в Спрингфилде, штат Вирджиния, учителем искусств.

## Первая леди Индианы
Пенс была первой леди Индианы, когда её муж занял пост губернатора штата с 2013 по 2017 год. В первый год работы она основала Благотворительный фонд первой леди Индианы, чтобы «продвигать людей и организации, которые поощряют детей, семьи и искусство», предлагая гранты и стипендии.
В 2015 году Пенс основала небольшой бизнес под названием «Это мое полотенце!», который производит металлические подвески для крепления к полотенцам, чтобы их было легче отличить среди других. Этот бизнес был приостановлен, когда Майк Пенс стал кандидатом в вице-президенты.
Будучи сторонником сохранения медоносных пчел, Пенс установила улей в резиденции губернатора Индианы сразу, как стала первой леди штата.

## Вторая леди США (2017—2021)

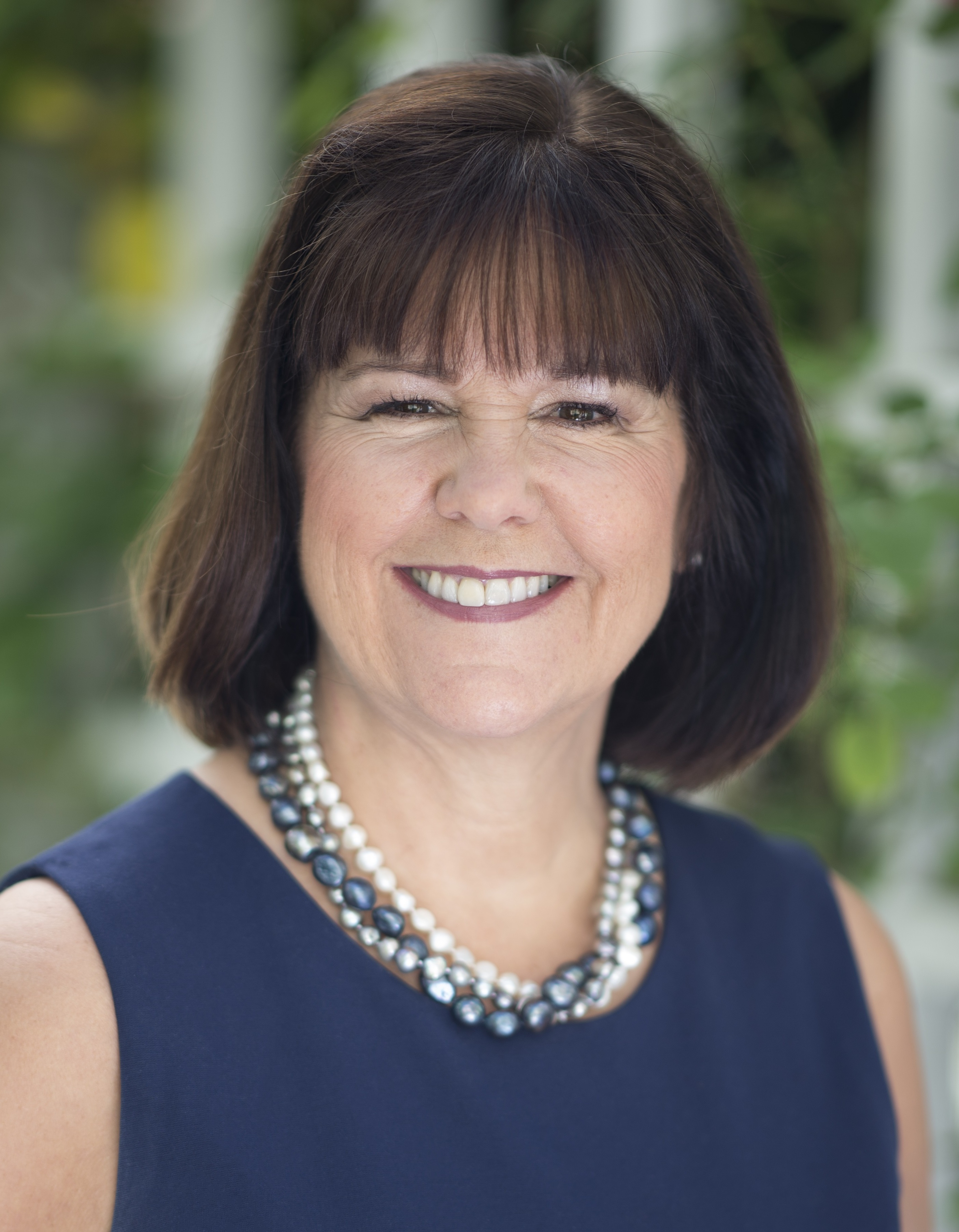
Первый официальный портрет Карен Пенс

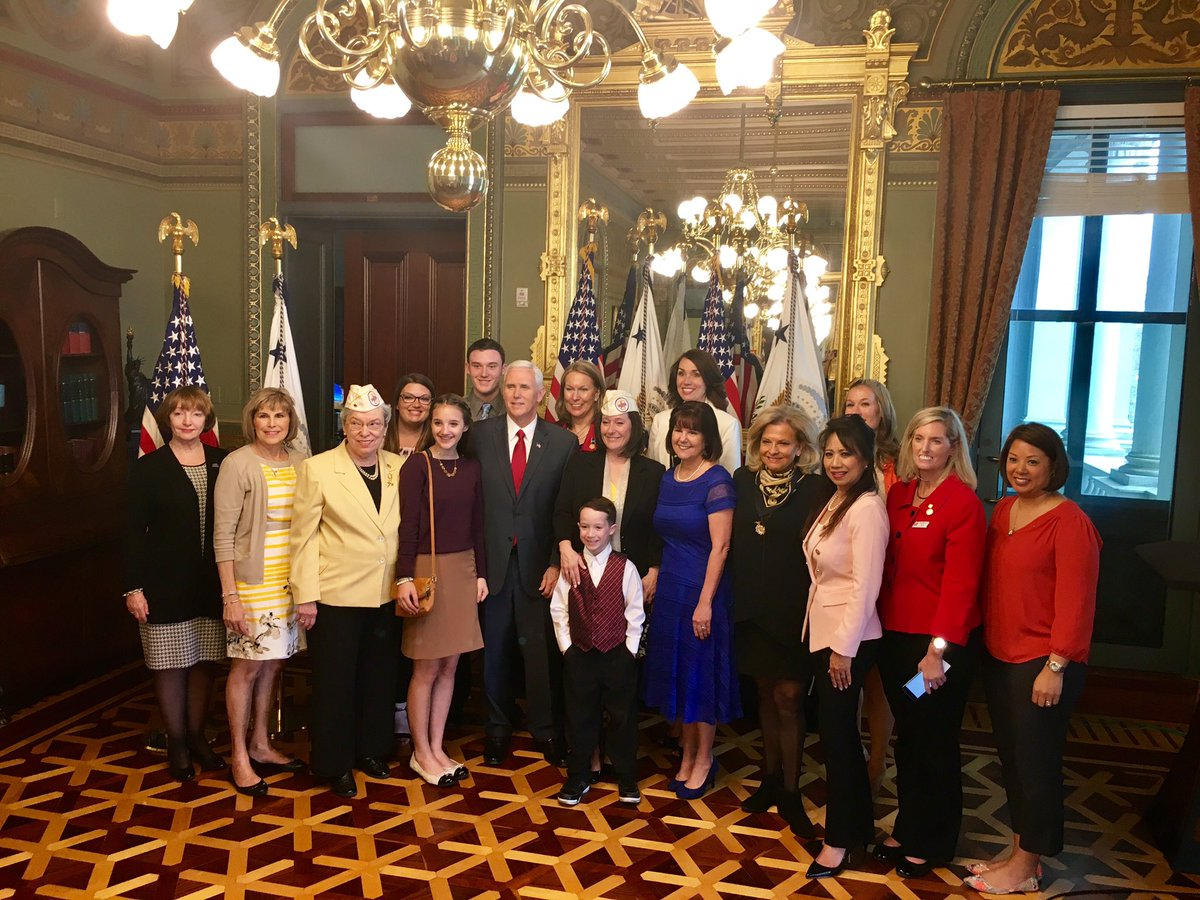
Майк и Карен Пенс с Gold Star Wives of America, апрель 2017 г.

Пенс стала второй леди США 20 января 2017 года, сменив Джилл Байден. Она наняла Кристана Кинга Невинса начальником штаба; Невинс занимал ту же должность при бывшей первой леди Барбаре Буш. В качестве второй леди Пенс работала над информированием общественности об арт-терапии, с которой она впервые познакомилась, когда посетила больницу Вашингтона, её муж в то время был в должности конгрессмена. В октябре 2017 года Карен посетила кампус Университета штата Флорида, чтобы рассказать об университетской программе арт-терапии, которая была создана ещё в 1990-х годах.
Пенс также продолжала привлекать внимание к проблеме разрушения среды обитания медоносных пчел и важности опыления. В 2017 году установила улей в официальной резиденции вице-президента, Наблюдательный круг номер один.

### Возвращение к преподаванию в 2019
В январе 2019 года стало известно, что Пенс возвращается в качестве учителя рисования на неполный рабочий день в христианскую школу Эммануэля, в своем заявлении она сказала, что «рада вернуться в класс и заниматься тем, что люблю», и что «скучала по преподаванию искусства».
Школа ранее подвергалась критике и обвинению в гомофобии за то, что не принимала студентов из ЛГБТ-сообщества. Согласно новой политике, было разрешено отказывать ученикам, которые занимаются, поддерживают или принимают «сексуальную аморальность, гомосексуальную активность или бисексуальную активность» причем это касается также родителей и сотрудников. В первые дни после объявления Пенс подверглась критике в СМИ, со стороны защитников ЛГБТ и правозащитных организаций. Вице-президент Пенс защищал профессию и решение своей жены, обвинив её противников в нападках на религиозное образование. Он сказал, что они с женой «привыкли к критике», но был возмущен подобным в сторону Карен, заявив, что «видеть, как крупные новостные организации нападают на христианское образование, это оскорбительно для нас» и что это «должно прекратиться».

## Семья и личная жизнь
В старшей школе она познакомилась со своим первым мужем, Джоном Стивеном Уитакером. Они поженились 4 августа 1978 года в округе Брюстер, штат Техас, а позже развелись. Уитакер был студентом-медиком во время их брака.
Карен встретила Майка Пенса, когда играла на гитаре на мессе в церкви Святого Фомы Аквинского, католической церкви в Индианаполисе, которую они оба посещали. Их первое свидание прошло на катке в выставочном центре штата Индиана. Примерно через девять месяцев знакомства они обручились в августе 1984 года и поженились 8 июня 1985 года. Оба они были католиками и к 1995 году обратились в евангельское христианство. У пары трое детей: Майкл (служащий в морской пехоте США), Шарлотта и Одри. Пенс прожила большую часть своей жизни в Индиане, хотя вся семья переехала в Вашингтон, округ Колумбия, на те двенадцать лет, когда муж Майк был конгрессменом от Индианы до своего избрания губернатором Индианы. Карен также является квалифицированным пилотом.
Пенс известна своим стремлением продвигать искусство как способ исцеления. Она также нарисовала акварельные иллюстрации для детской книги своей дочери Шарлотты 2018 года «День из жизни вице-президента» Марлона Бундо, вырученные средства от которой передаются на благотворительные цели, в том числе на программу арт-терапии.